# Thiago André
Thiago do Rosário André (* 4. August 1995 in Belford Roxo, Rio de Janeiro) ist ein brasilianischer Leichtathlet, der sich auf die Mittelstreckenläufe spezialisiert hat. 2021 wurde er Südamerikameister im 1500-Meter-Lauf.

## Sportliche Laufbahn
Thiago André begann im Alter von 14 Jahren mit der Leichtathletik und wird vom ehemaligen brasilianischen Läufer Adauto Domingues trainiert. 2011 trat er mit 16 erstmals bei brasilianischen Jugendmeisterschaften über 300 Meter an und konnte dabei vordere Plätze erreichen. 2012 trat er über diese Distanz bei den U18-Südamerikameisterschaften im argentinischen Mendoza an, bei denen er in 8:41,84 min siegreich war. Ein weiteres Jahr später ging er bei den U20-Südamerikameisterschaften, ebenfalls in Argentinien, über 1500 und 5000 Meter an den Start. Über beide Distanzen konnte er dabei jeweils die Goldmedaille gewinnen. Zwei weitere Silbermedaillen kommen bei den U20-Panamerikameisterschaften hinzu.
2014 trat er bei den U20-Weltmeisterschaften über die 800 und die 1500 Meter an und landete in beiden Rennen auf dem jeweils vierten Platz. 2015 trat er bei den Panamerikanischen Spielen in Toronto erstmals bei den Erwachsenen bei einer internationalen Meisterschaft an und konnte dort über 1500 Meter in 3:43,71 min den achten Platz belegen. 2016 qualifizierte er sich für die Olympischen Spiele in seiner brasilianischen Heimat, bei denen er über 1500 Meter an den Start ging. Im Vorlauf schied er in 3:44,42 min als Elfter aus und landete insgesamt auf dem 22. Platz.
2017 wurde er über 1500 Meter erstmals brasilianischer Meister. Über diese Distanz konnte er bei den Weltmeisterschaften in London nicht an den Start gehen. Ein paar Tage zuvor erreichte er über 800 Meter als Siebter im Finale das Ziel und feierte damit sein bestes Ergebnis in einem internationalen Meisterschaftsrennen. In den folgenden Jahren verpasste er die Qualifikation für bedeutende Großereignisse und begann zunehmend auch in der Halle zu konkurrieren. Anfang 2020 stellte er mit 3:39,13 min in Toruń einen neuen brasilianischen Hallenrekord auf. Im Dezember siegte er bei den Brasilianischen Meisterschaften in São Paulo über 800 und 1500 Meter. 2021 siegte André im 1500-Meter-Lauf bei den Südamerikameisterschaften in Guayaquil und gewann damit seine erste Medaille bei internationalen Meisterschaften im Erwachsenenbereich. Zwei Tage später trat er auch im Finales des 800-Meter-Laufes an und konnte eine weitere Goldmedaille gewinnen.
Anfang Juni lief eine Zeit von 1:44,92 min und qualifizierte sich damit für seine zweite Teilnahme an den Olympischen Spielen in Tokio. Dort war er Ende Juli im vierten Vorlauf gesetzt, verpasste als Letzter des Laufes allerdings den Einzug in die nächste Runde. Wenige Tage später bestritt er auch den Vorlauf über 1500 Meter, wobei er auch dort den Einzug in das Halbfinale klar verpasste. 2022 war er über 1500 Meter für seine zweite WM-Teilnahme qualifiziert, konnte im Vorlauf allerdings nicht an den Start gehen.

## Wichtige Wettbewerbe
| Jahr                  | Veranstaltung                 | Ort                   | Platz                 | Disziplin             | Zeit                  |
| Startet für Brasilien | Startet für Brasilien         | Startet für Brasilien | Startet für Brasilien | Startet für Brasilien | Startet für Brasilien |
| --------------------- | ----------------------------- | --------------------- | --------------------- | --------------------- | --------------------- |
| 2012                  | U18-Südamerikameisterschaften | Mendoza               | 1.                    | 3000 m                | 8:34,47 min           |
| 2013                  | U20-Südamerikameisterschaften | Resistencia           | 1.                    | 1500 m                | 3:48,42 min           |
| 2013                  | U20-Südamerikameisterschaften | Resistencia           | 1.                    | 5000 m                | 14:46,51 min          |
| 2013                  | U20-Panamerikameisterschaften | Medellín              | 2.                    | 1500 m                | 3:54,22 min           |
| 2013                  | U20-Panamerikameisterschaften | Medellín              | 2.                    | 5000 m                | 14:52,46 min          |
| 2014                  | U20-Weltmeisterschaften       | Eugene                | 4.                    | 800 m                 | 1:46,06 min           |
| 2014                  | U20-Weltmeisterschaften       | Eugene                | 4.                    | 1500 m                | 3:45,58 min           |
| 2015                  | Panamerikanische Spiele       | Toronto               | 8.                    | 1500 m                | 3:43,71 min           |
| 2016                  | Olympische Spiele             | Rio de Janeiro        | 22                    | 1500 m                | 3:44,42 min           |
| 2017                  | Weltmeisterschaften           | London                | 7.                    | 800 m                 | 1:46,30 min           |
| 2021                  | Südamerikameisterschaften     | Guayaquil             | 1.                    | 1500 m                | 3:37,92 min           |
| 2021                  | Südamerikameisterschaften     | Guayaquil             | 1.                    | 800 m                 | 1:45,62 min           |
| 2021                  | Olympische Spiele             | Tokio                 | 39.                   | 800 m                 | 1:47,75 min           |
| 2021                  | Olympische Spiele             | Tokio                 | 40.                   | 1500 m                | 3:47,71 min           |
| 2022                  | Weltmeisterschaften           | Eugene                |                       | 1500 m                | DNS (Vorlauf)         |

## Persönliche Bestleistungen
Freiluft
- 800 m: 1:44,81 min, 11. Juni 2017, São Bernardo do Campo
- 1500 m: 3:35,28 min, 2. Juni 2017, Nijmegen
- 3000 m: 7:55,02 min, 3. April 2022, Concepción del Uruguay
- 5000 m: 13:46,15 min, 2. Juni 2022, Montreuil

Halle
- 1500 m: 3:39,13 min, 8. Februar 2020, Toruń, (brasilianischer Rekord)